# Bieberer Berg
Der Bieberer Berg ist ein deutlicher Höhenzug mit Hochplateaus in der sonst flachen Untermainebene. Die Erhebung befindet sich auf dem Gebiet der kreisfreien Stadt Offenbach am Main in Hessen. Mit dem Namen unmittelbar verbunden ist das Stadion am Bieberer Berg, in dem der Fußballverein Kickers Offenbach seine Heimspiele austrägt.

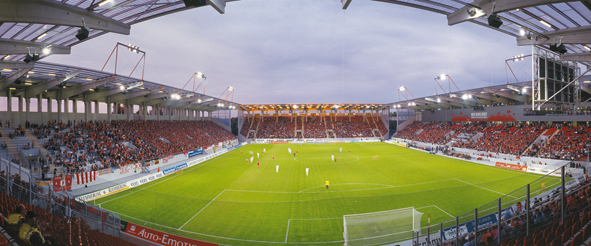
Stadion am Bieberer Berg

## Lage

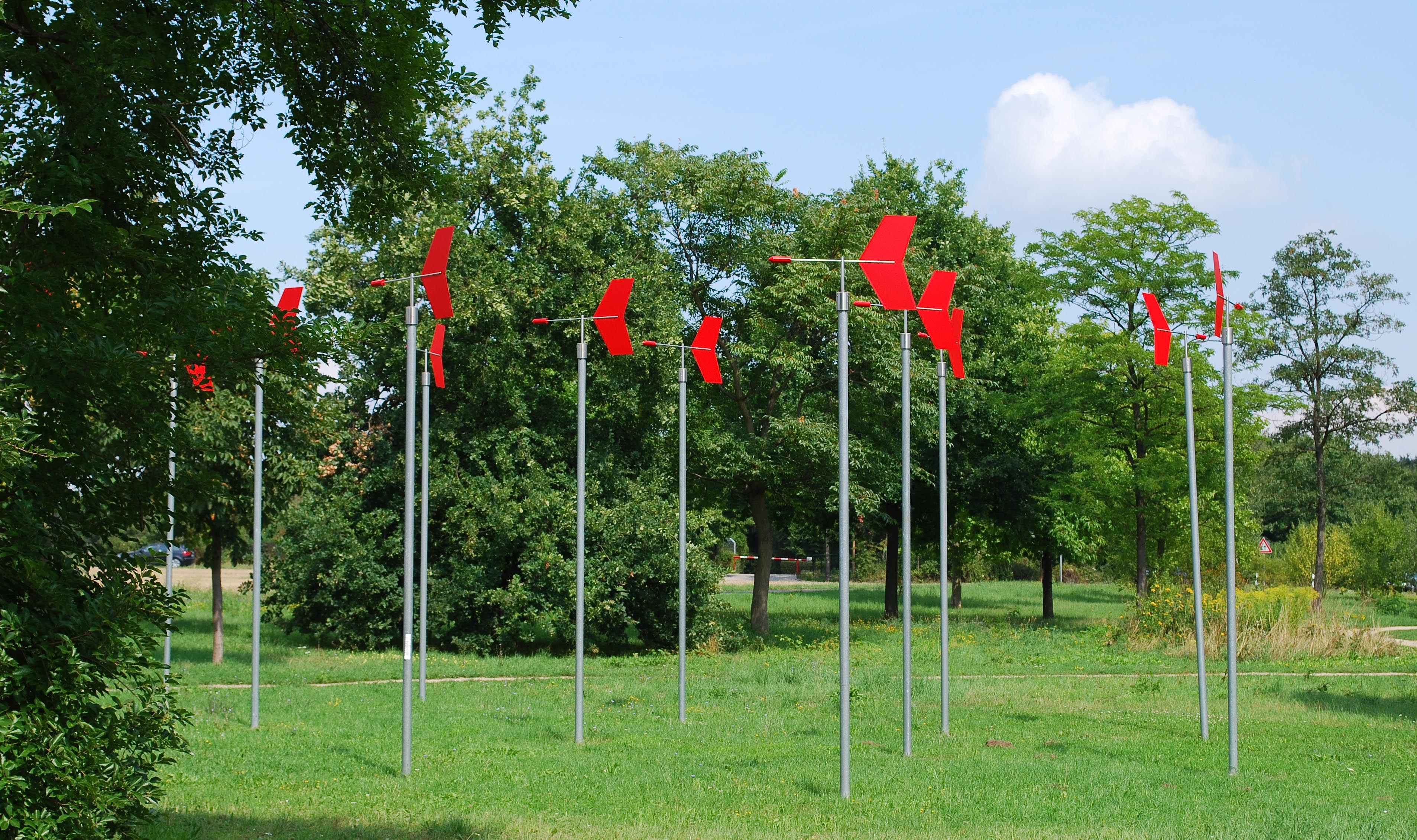
Wetterpark auf dem Buchhügel

Der Bieberer Berg befindet sich zwischen der Kernstadt Offenbach und dem namensgebenden Stadtteil Bieber. Nördlich am Main liegt der Offenbacher Stadtteil Bürgel. Der Buchhügel ist ein sich nach Westen hin erstreckender Ausläufer des Bieberer Berges. Hier befindet sich eine für das Stadtgebiet wichtige Kaltluftschneise und der Wetterpark Offenbach mit Aussichtsturm.
Die höchste Erhebung des eigentlichen Bieberer Berges liegt auf 130 Meter über Normalnull und befindet sich auf Bürgeler Gemarkung. Dennoch nennt er sich Bieberer Berg, denn der Ort Bieber liegt ihm am nächsten. Bis 1819 lag nahezu seine gesamte Fläche auf dem Grund der mittelalterlichen Biebermark (mit Ausnahme des Südhanges, hier befand sich bereits die Bieberer Feldflur). Erst mit Auflösung der Markgenossenschaft wurde das Gelände der Gemarkung Bürgel zugeschlagen.

## Geschichte
Auf dem Gipfel des Bieberer Berges, an der Stelle des heutigen Stadions, befand sich bis 1919 der Exerzierplatz des 1897 aufgestellten Infanterie-Regiments 168. Bereits vorher durfte der Platz an Samstagen und Sonntagen von Sportvereinen (darunter Kickers Offenbach) genutzt werden. Nach der Auflösung des Regimentes mit seinen Kasernen in der Bieberer Straße (heute Finanzamt und Lebensmittel-Discounter) wurde der westliche Teil zum Sportplatz der Kickers, der östliche Teil wurde Kleingartenanlage (Kleingartenverein Ost e. V.). Anfang der 1970er Jahre mussten die Kleingärten wieder aufgegeben werden, da an dieser Stelle 1975 die Auf- und Abfahrt für die Bundesstraße 448 mit dazwischen liegendem Parkplatz angelegt wurden. Der Kleingartenverein hat seither sein Domizil am Erlensteg in Bieber in Nachbarschaft zu einem bereits vorher dort ansässigen Kleingartenverein.
Die westlich des Stadions befindlichen Reste einer Schießanlage und nördlich im Wald befindlichen Gräben (frühere Übungs-Schützengräben) zeugen noch von der früheren militärischen Nutzung des Geländes.

## Geologie

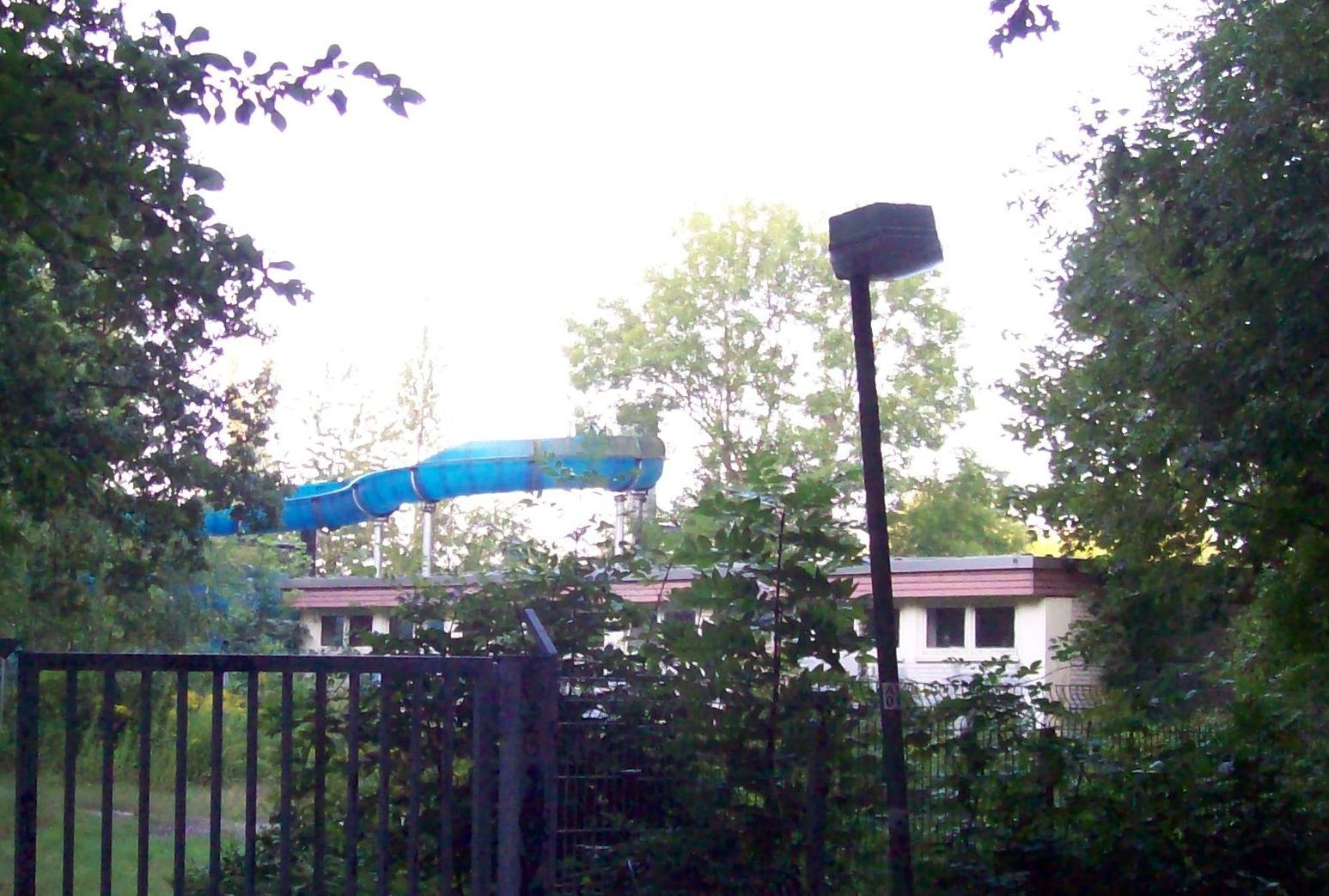
Das ehemalige Tambourbad, kurz vor dem Abriss

Geologisch handelt es sich bei dem Bieberer Berg um eine trockene Kalksteinlage aus dem Miozän. Früher befanden sich hier mehrere Kalksteinbrüche. Im westlichen Kalksteinbruch wurde bis etwa 1920 in bis zu 20 Meter Tiefe Kalk gefördert. Gegen Ende des Zweiten Weltkrieges verfüllte man den Steinbruch mit Trümmerschutt. Später kam Haus-, Gewerbe- und Industriemüll hinzu. Am 3. Juni 1967 eröffnete dort auf 48.000 Quadratmetern das Freibad Tambourbad. Das Bad erhielt diesen Namen, da auf diesem Gelände bis 1919 unter anderem eine Militärkapelle mit ihren Trommlern (Tambouren) übte. Der Bau kostete 3,4 Millionen Deutsche Mark und galt lange Zeit als eines der modernsten Bäder Hessens. Im Winter wurde seit 1972 eine Traglufthalle eingesetzt. Auf Grund aus dem Boden aufsteigender giftiger Gase der Müllablagerungen musste das Bad jedoch im März 1994 nach nur 27 Jahren Betriebszeit wieder geschlossen werden. Das ehemalige Schwimmbadgelände und angrenzendes Brachland wurden zum Sportzentrum Wiener Ring ausgebaut.
Ein weiterer Steinbruch wurde später ebenfalls verfüllt und ist als Deponie Grix bekannt. Dieser wurde von der Firma Grix im Jahre 1962 nach 25 Jahren Kalksteinabbau stillgelegt. Die Verfüllung wurde so weit vorangetrieben, dass sich auf dem ehemaligen Steinbruch heute ein Hügel erhebt: der Schneckenberg, welcher mit 166 Meter über Normalnull den höchsten Punkt der Stadt Offenbach markiert. Hier wurden innerhalb von sechs Jahren bis 2005 umfangreiche Sanierungsarbeiten durchgeführt. Es handelte sich um das größte Umsetzungsprojekt des Abdichtungskonzeptes Kapillarsperre in Deutschland. Die Kosten beliefen sich auf 15,5 Mio. Euro. Das Gelände wird auch in Zukunft für die Öffentlichkeit gesperrt bleiben, da hier weiterhin giftige Gase ausströmen. Die Deckschicht besteht aus 46.000 Kubikmetern Rheinsand und ist nur 50 cm dick. Ende 2012 wurde auf der Südseite des Geländes eine etwa vier Millionen Euro teure Photovoltaikanlage mit 12.832 Solarmodulen und rund drei Megawatt Leistung gebaut. Zuvor war überlegt worden den Berg als Rodelhang, Ausflugsziel, Biotop oder sogar als Skipiste zu nutzen.
In den Kalkstein wurden im 19. Jahrhundert mehrere Stollen geschlagen, die zur Lagerung von Flusseis aus dem Main genutzt wurden. Hauptabnehmer waren Brauereien. Noch heute ist die damalige Funktion namensgebend für den Bierbrauerweg, in dem sich die meisten Eingänge zu den Stollen befinden.
Die Kalksteinbrüche könnten bereits in römischer Zeit genutzt worden sein. So wird in nur 400 Metern Entfernung an der ehemaligen Rohrmühle (die späteren Farbwerke Hoechst, heute Cassella) eine römische Kalkbrennerei vermutet. Der Brennkalk könnte von einer bei Bürgel vermuteten Schiffsanlegestelle auf dem Main verladen worden sein.
Dass es sich um eine sehr kalkhaltige Gegend handelt, kann jeden Winter im Bieberer Feld beobachtet werden. Auf den freien Feldern sind dann überall größere Kalksteinbrocken sichtbar. Die Feldflur wurde deshalb früher oft als Streuobstwiese genutzt, da vor allem Apfelbäume auf kalkhaltigen Böden gut gedeihen. Daher auch der Bieberer Apfelwein.

## Bieberer Aussichtsturm

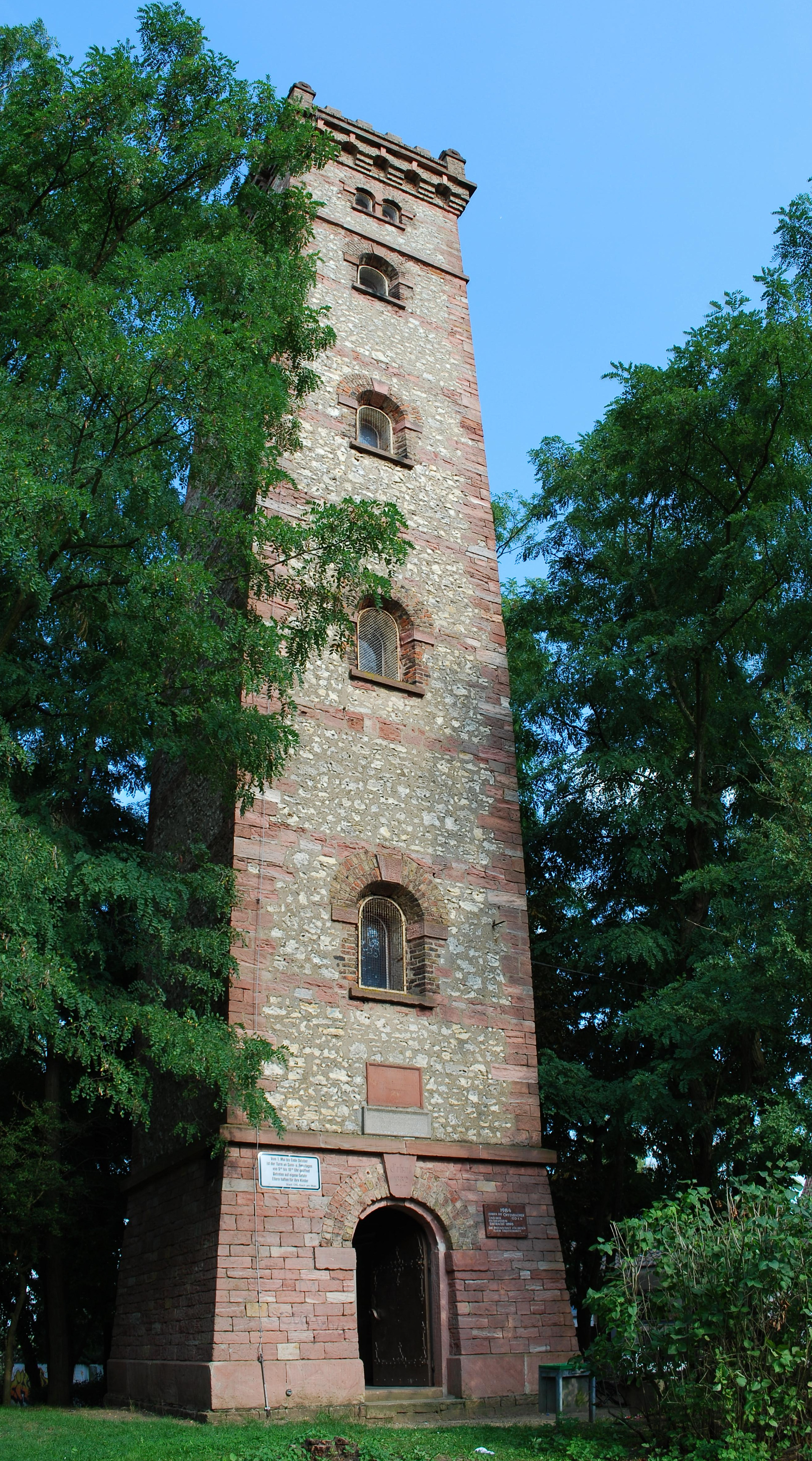
Bieberer Aussichtsturm

Vom 24 Meter hohen Bieberer Aussichtsturm auf dem Bieberer Berg hat man einen weiten Ausblick bis in den Spessart und auf die Frankfurter Skyline. Obwohl der Turm knapp zehn Meter von der Bieberer Gemarkungsgrenze auf Rumpenheimer Gebiet steht und 1882 vom Verschönerungsverein Offenbach errichtet wurde, trägt er den Namen Bieberer Aussichtsturm – wohl wegen seiner geografischen Nähe zu Bieber und seinem Standort auf dem Bieberer Berg. Von Mai bis September kann der Turm an Sonn- und Feiertagen bestiegen werden.

## Natur
Der Nordhang des Bieberer Berges ist mittlerweile gänzlich bebaut. Mit Ausnahme des Fußballstadions ist der „Gipfel“ unbebaut. Hier befindet sich mit dem Leonhard-Eißnert-Park und dem Waldpark ein Landschaftsschutzgebiet. Auch der so genannte „Amerikawald“ Richtung Buchhügel und der nordöstlich an den Bieberer Berg angrenzende Lohwald sind Landschaftsschutzgebiete.

## Wasserturm Offenbach am Main
Auf der anderen Seite des Zubringers der B 448 – neben dem Schneckenberg – befindet sich der ebenfalls weithin sichtbare Wasserturm Offenbach am Main der Energieversorgung Offenbach (EVO). Es ist ein 45 Meter hoher Doppelturm, der 2 × 7.500 Kubikmeter Wasser speichern kann. Durch seine Lage auf dem Bieberer Berg können auch hoch gelegene Wohnviertel versorgt werden.

## Bikeranlage
Neben dem Wasserhochbehälter, am Rande des Lohwaldes, wurde durch Anhänger des Radsports eine beliebte Bikeranlage mit allen Schikanen geschaffen. Die Einrichtung wurde bislang vom zuständigen Forstamt und der Stadtverwaltung Offenbach toleriert, obwohl es sich um einen nicht genehmigten Eingriff in Natur und Landschaft im Landschaftsschutzgebiet handelt. Durch das Fahren abseits der Wege wird der wertvolle Kalkbuchenwald, insbesondere die dort heimischen, streng geschützten Orchideen- und Schmetterlingsarten, nachhaltig beeinträchtigt.

## Leonhard-Eißnert-Park

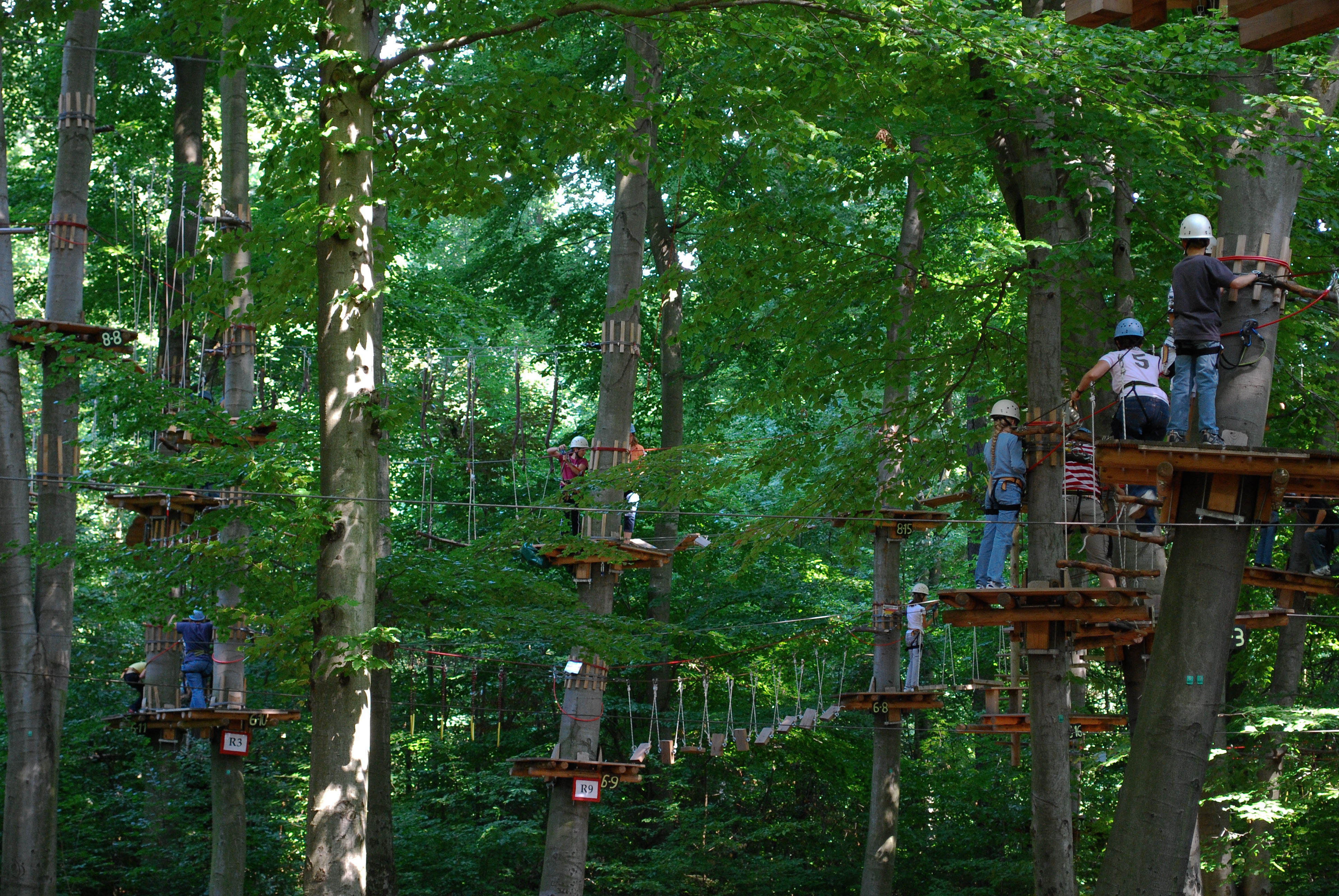
Kletterpark

Im Leonhard-Eißnert-Park, einem 22 Hektar großen Volkspark direkt neben dem Kickers-Stadion, wird eine Kletteranlage durch einen privaten Investor betrieben. Auf dem circa drei Hektar großen Gelände wurden in fünf bis fünfzehn Meter Höhe mehr als 140 Bäume mit circa 12.000 Meter Stahlseil und Stegen verbunden. Auch hier muss den Belangen des Landschaftsschutzgebietes Rechnung getragen werden. So können sämtliche Plattformen und Seile nicht gebohrt, sondern müssen gekeilt werden. Außerdem befindet sich im Park noch die Offenbacher Jugendverkehrsschule der hessischen Polizei sowie eine Skateranlage.